# Тетерино (городской округ Клин)
Тетерино — деревня в Клинском районе Московской области, в составе Городского поселения Клин. Население — 19 чел. (2010). До 2006 года Тетерино входило в состав Решоткинского сельского округа.

## Расположение
Деревня расположена в центральной части района, примерно в 3 км к юго-западу от города Клин, на правом берегу реки Липня (левый приток Сестры), высота центра над уровнем моря 168 м. Ближайшие населённые пункты — Андрианково на юге и Василево на севере.

## Население
| 2002 | 2006 | 2010 |
| ---- | ---- | ---- |
| 24   | ↗26  | ↘19  |